# الاتحاد (الدقهلية)
قرية الاتحاد هي إحدى القرى التابعة لمركز ميت سلسيل في محافظة الدقهلية في جمهورية مصر العربية. حسب إحصاءات سنة 2006، بلغ إجمالي السكان في الاتحاد 6453 نسمة، منهم 3312 رجل و3141 امرأة.